# مسجد حسین
مسجد حسین مربوط به دوره صفوی است و در شوشتر، خیابان امام، کوچه کجبان واقع شده و این اثر در تاریخ ۹ اردیبهشت ۱۳۸۲ با شمارهٔ ثبت ۸۳۶۳ به‌عنوان یکی از آثار ملی ایران به ثبت رسیده است.